# 암기
암기(暗記,Rote learning) 또는 암기 학습은 반복에 기반한 기억 기법이다. 암기의 대안으로는 유의미 학습, 연합 학습, 능동 학습이 있다.

## 학교를 위한 학습 방식
플래시카드, 아웃라인, 기억술 장치는 수업 자료를 기억하기 위한 전통적인 도구들이며, 암기 학습의 예로 볼 수 있다.

## 같이 보기
- 기억
- 벼락치기 공부